# Dany Boon
Dany Boon, född Daniel Farid Hamidou 26 juni 1966 i Armentières, Hauts-de-France, är en fransk komiker, skådespelare och filmregissör.

## Roller i urval
- 2005 – Fiendeland: En dag utan krig
- 2006 – Min bäste vän
- 2008 – Bienvenue chez les Ch'tis (även manus och regi)
- 2009 – Micmacs
- 2012 – Asterix & Obelix och britterna
- 2017 – RAID Dingue (även manus och regi)
- 2019 – Murder Mystery
- 2021 – 8 Rue de L'Humanité
- 2022 – Madeleine och taxichauffören
- 2023 – Brottet är mitt
- 2023 – Murder Mystery 2